# Taretes
Les taretes és el nom amb què es denomina l'assortiment de plats de cuina que se serveixen en xicotetes racions a les Valls d'Alcoi. A diferència d'altres llocs com Madrid o Andalusia, les tares són de paga, però la cosa més habitual és menjar o sopar als bars a cop de tares en compte de demanar un entrant i un plat.

## Taretes tradicionals
Algunes taretes habituals són: 

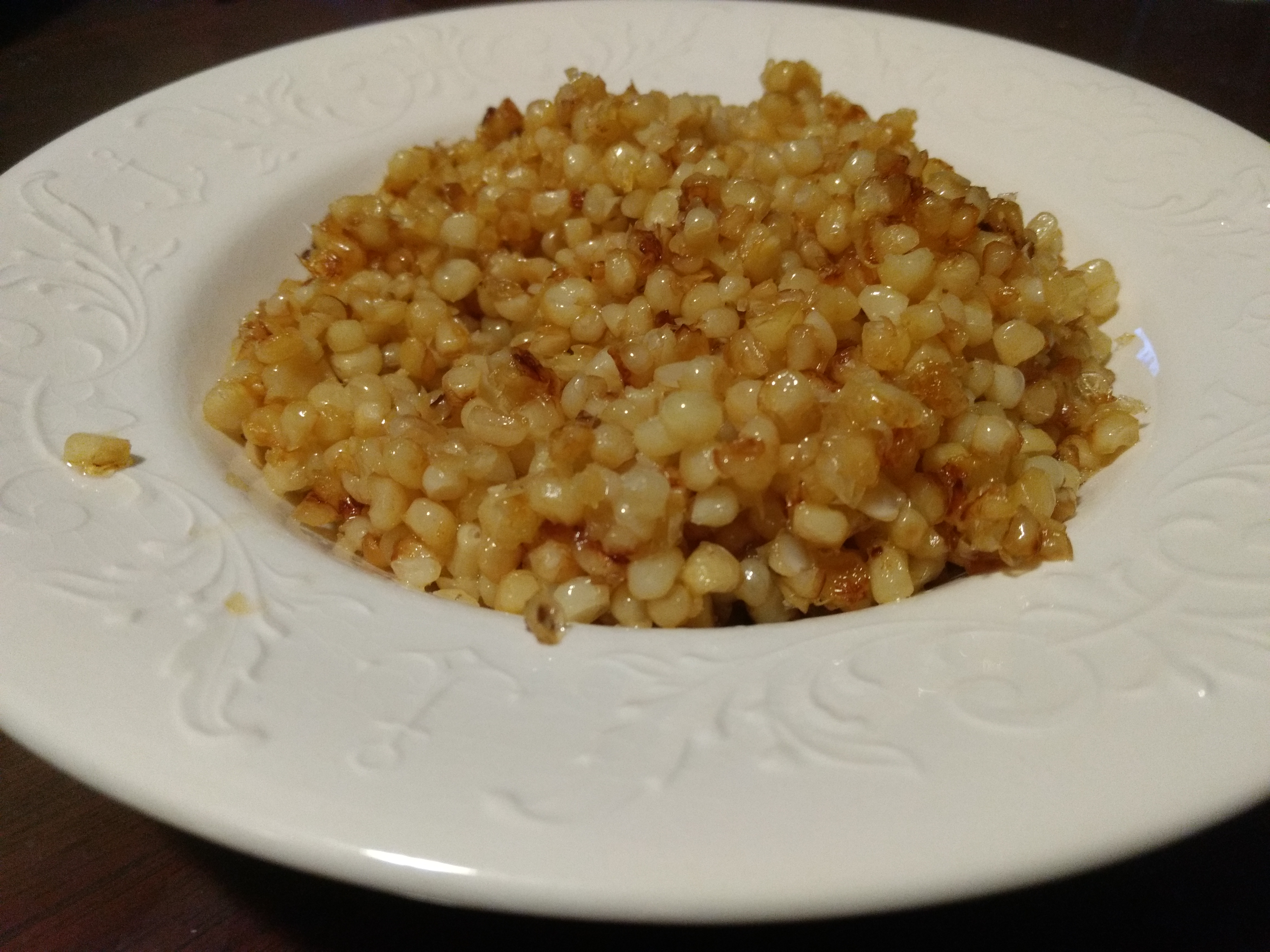
Tostonets, tostons o dacsa.

- els abissinis (porcions d'ou cuit arrebossat fregit, ocasionalment amb llonganissa).[1]
- garibaldins (gamba roja arrebossada)
- espardenyes (sardines sense espines ni cap obertes en dos filets i fregides arrebossades)[2]
- bolets
- esclata-sangs
- capellans (llucets secs fets a la flama)
- cervells de corder
- lleterola
- coradeta (cor, fetge i pulmó amb alls tendres, paregut als figatells)[3]
- mareta (matriu de vedella o ovella)[1]
- sang en ceba
- sang bullida
- senyalets (turmes de corder o porc)
- ventre en tassa (ventre de porc servit amb el seu caldo en tassa)
- coquetes de farina fregides
- ensalada de creïlla (patata) i maionesa
- dacsa fregida o tostons[4]
- faves bullides
- mandonguilles d'aladroc o de bacallà[1][5]
- renyons de masero[6]
- pericana[7]